# Intel-900-Serie
Die Intel-900-Serie ist eine Familie von Northbridges – von Intel als Memory Controller Hub (MCH) bzw. Graphics and Memory Controller Hub (GMCH) bezeichnet – die zusammen mit einer Southbridge, dem I/O Controller Hub, einen Chipsatz für x86-Mikroprozessoren von Intel bilden. Hauptsächlich werden die Chipsätze der 900-Serie für die Prozessoren Intel Pentium 4/Pentium D, Intel Celeron (NetBurst)/Celeron D und Intel Core 2 eingesetzt.

## Beschreibung
Der erste Chipsatz der 900-Serie ist der i915 (Codename Grantsdale). Er wurde im Juli 2004 zusammen mit dem i925 auf den Markt gebracht und war der erste Chipsatz von Intel für PCI-Express. Es gab die Versionen i915P/i915PL ohne und i915G/GL/GV mit integriertem Grafikprozessor (IGP). Es handelt sich hierbei um den Graphics Media Accelerator GMA-900, welcher mit einem Chiptakt von 333 MHz läuft. Die zugehörige Southbridge war der ICH6/R.
Der i925X (Codename Alderwood) erschien zeitgleich mit dem i915 und war im Gegensatz zu diesem für das Performance-Segment gedacht. Später erschien die Version i925XE, welche zusätzlich auf einen Front Side Bus (FSB) von 266 MHz (FSB 1066) ausgelegt war. Als Southbridge kam ebenfalls der ICH6/R zum Einsatz.
Der i945 (Codename Lakeport) erschien als Nachfolger des i915 kurz nach dem i955 im Juni 2005. Auch ihn gab es analog zum i915 als i945P/PL ohne und i945G mit IGP. Zum Einsatz kommt hier der weiterentwickelte Graphics Media Accelerator GMA-950, welcher gegenüber dem im i915G/GL/GV verwendeten GMA-900 mit 400 MHz Taktfrequenz angesteuert wird.
Als Nachfolger für den i925 erschien im April 2005 der i955X (Codename Glenwood). Er brachte als erster Chipsatz von Intel zusammen mit dem i945 die Unterstützung für Dual-Core-Prozessoren wie z. B. den Pentium D und wurde mit dem ICH7/R kombiniert.
Im Juni 2006 brachte Intel zusammen mit der neuen Core 2-Architektur die i965-Familie (Codename Broadwater) heraus. Diese besteht aus den Varianten P965 ohne IGP, G965/Q965 mit IGP und Q963 ebenfalls mit IGP, aber ohne einen separaten PEG-Port (Steckplatz für eine PCI-Express for Graphics (PEG)-Karte). Als Southbridge kommt beim i965 der ICH8/R/DH/DO zum Einsatz.
Als Nachfolger für den i955 erschien Anfang 2006 der i975X als neuer High-End-Chipsatz. Als Besonderheit bietet er erstmals 2 PEG-Slots für Grafikkarten. Allerdings wird sein PCIe-x16-Interface auf diese beiden Slots aufgeteilt, so dass jeder Slot mit nur 8 statt der üblichen 16 Lanes angesteuert wird.

## Modellübersicht
| Chip- satz | Code- name | Fertigungs- prozess | Release- datum | Southbridge            | Systembus                  | TDP    | maximaler Speicherausbau | Speicher- unterstützung  | PCI- Express | Integrierte Grafikeinheit |
| ---------- | ---------- | ------------------- | -------------- | ---------------------- | -------------------------- | ------ | ------------------------ | ------------------------ | ------------ | ------------------------- |
| 910GL      | Grantsdale | 130 nm              | Sep. 2004      | ICH6 / ICH6R           | 533 MHz                    | 16,3 W | 2 GB RAM                 | DDR-333/400              | -            | GMA 900                   |
| 915GV      | Grantsdale | 130 nm              | Q3 2004        | ICH6 / ICH6R           | 533 / 800 MHz              | 16,3 W | 4 GB RAM                 | DDR-333/400 DDR2-400/533 | -            | GMA 900                   |
| 915GL      | Grantsdale | 130 nm              | März 2005      | ICH6 / ICH6R           | 533 / 800 MHz              | 16,3 W | 4 GB RAM                 | DDR-333/400              | -            | GMA 900                   |
| 915G       | Grantsdale | 130 nm              | Juni 2004      | ICH6 / ICH6R           | 533 / 800 MHz              | 16,3 W | 4 GB RAM                 | DDR-333/400 DDR2-400/533 | 1.1          | GMA 900                   |
| 915PL      | Grantsdale | 130 nm              | Juni 2004      | ICH6 / ICH6R           | 533 / 800 MHz              | 16,3 W | 2 GB RAM                 | DDR-333/400              | 1.1          | keine                     |
| 915P       | Grantsdale | 130 nm              | Juni 2004      | ICH6 / ICH6R           | 533 / 800 MHz              | 16,3 W | 4 GB RAM                 | DDR-333/400 DDR2-400/533 | 1.1          | keine                     |
| 925X       | Alderwood  | 130 nm              | Juni 2004      | ICH6 / ICH6R           | 800 MHz                    | k. A.  | 4 GB RAM                 | DDR2-400/533             | 1.1          | keine                     |
| 925XE      | Alderwood  | 130 nm              | Nov. 2004      | ICH6 / ICH6R           | 800 / 1066 MHz             | k. A.  | 4 GB RAM                 | DDR2-400/533             | 1.1          | keine                     |
| 945G       | Lakeport   | 130 nm              | Q1 2005        | ICH7 / ICH7R           | 533 / 800 / 1066 MHz       | 22,2 W | 4 GB RAM                 | DDR2-400/533/667         | 1.1          | GMA 950                   |
| 945GZ      | Lakeport   | 130 nm              | Juni 2005      | ICH7 / ICH7R           | 533 / 800 MHz              | 22,2 W | 4 GB RAM                 | DDR2-400/533             | -            | GMA 950                   |
| 945GC      | Lakeport   | 180 nm              | Q1 2005        | ICH7 / ICH7R / ICH7-DH | 533 / 800 MHz              | 22,2 W | 2 GB RAM                 | DDR2-400/533/667         | 1.1          | GMA 950                   |
| 945P       | Lakeport   | 130 nm              | Mai 2005       | ICH7 / ICH7R           | 533 / 800 / 1066 MHz       | 15,2 W | 4 GB RAM                 | DDR2-400/533/667         | 1.1          | keine                     |
| 945PL      | Lakeport   | 130 nm              | März 2006      | ICH7 / ICH7R           | 533 / 800 MHz              | 15,2 W | 4 GB RAM                 | DDR2-400/533             | 1.1          | keine                     |
| 946GZ      | Lakeport   | 130 nm              | Juli 2006      | ICH7 / ICH7R           | 533 / 800 MHz              | 26 W   | 4 GB RAM                 | DDR2-533/667             | 1.1          | GMA 3000                  |
| 946PL      | Lakeport   | 130 nm              | Juli 2006      | ICH7 / ICH7R           | 533 / 800 MHz              | 16 W   | 4 GB RAM                 | DDR2-533/667             | 1.1          | keine                     |
| Q963       | Broadwater | 090 nm              | Juni 2006      | ICH8 / ICH8R / ICH8-DH | 533 / 800 / 1066 MHz       | 28 W   | 8 GB RAM                 | DDR2-533/667/800         | -            | GMA 3000                  |
| G965       | Broadwater | 090 nm              | Juni 2006      | ICH8 / ICH8R / ICH8-DH | 533 / 800 / 1066 MHz       | 28 W   | 8 GB RAM                 | DDR2-533/667/800         | 1.1          | GMA X3000                 |
| P965       | Broadwater | 090 nm              | Juni 2006      | ICH8 / ICH8R / ICH8-DH | 533 / 800 / 1066 MHz       | 19 W   | 8 GB RAM                 | DDR2-533/667/800         | 1.1          | keine                     |
| Q965       | Broadwater | 090 nm              | Q3 2006        | ICH8 / ICH8R / ICH8-DH | 533 / 800 / 1066 MHz       | 28 W   | 8 GB RAM                 | DDR2-533/667/800         | 1.1          | GMA 3000                  |
| 955X       | Lakeport   | 130 nm              | April 2005     | ICH7 / ICH7R           | 800 / 1066 MHz             | 13,5 W | 8 GB RAM                 | DDR2-533/667             | 1.1          | keine                     |
| 975X       | Glenwood   | 130 nm              | Nov. 2005      | ICH7 / ICH7R / ICH7-DH | 533 / 667 / 800 / 1066 MHz | 13,5 W | 8 GB RAM                 | DDR2-400/533/667/800     | 1.1          | keine                     |